# Place des Martyrs (metropolitana di Algeri)
Place des Martyrs è il capolinea nord della linea 1 della metropolitana di Algeri. È situata sotto Place des Martyrs, nel centro della capitale algerina, a breve distanza dalla Casba.

## Storia
La stazione fu realizzata durante il prolungamento di 1,69 km della linea dalla stazione Tafourah-Grande Poste. I lavori sono iniziati nel 2010. La stazione è stata ufficialmente inaugurata il 9 aprile 2018 dal presidente algerino Abdelaziz Bouteflika e messa in servizio il giorno seguente.

## Servizi
La stazione dispone di due accessi, uno da Place des Martyrs e uno da Basse Casbah. È dotata di ascensore per le persone a mobilità ridotta.

## Interscambi
Nelle vicinanze della stazione effettuano fermata diverse linee di autobus urbani ed interurbani.
- Fermata autobus ETUSA,[1] linee 5, 6, 8, 12, 45, 50, 58, 72, 74, 90, 92, 99, 100, 101, 113, 121, 127 e 189.